# Friedrich Wilhelm Adami
Friedrich Wilhelm Adami (Suhl, 18 de octubre de 1816-Berlín, 5 de agosto  de 1893) dramaturgo y crítico de teatro alemán del siglo XIX, gran patriota prusiano.
Estudió medicina, filosofía e historia en Berlín, y tras sus estudios, comenzó a colaborar regularmente con la Neue Preußiche Kreuzzeitung. A partir de 1838, se consagró exclusivamente a la literatura, usando el pseudónimo de Paul Fronberg. Adami escribió además el prólogo de varias obras literarias y traducciones